# Décolonisation
 (mai 2017).
Si vous disposez d'ouvrages ou d'articles de référence ou si vous connaissez des sites web de qualité traitant du thème abordé ici, merci de compléter l'article en donnant les références utiles à sa vérifiabilité et en les liant à la section « Notes et références ».
La décolonisation est un processus d'émancipation des territoires coloniaux vis-à-vis des métropoles colonisatrices,. Elle conduit le plus souvent à l'indépendance des pays colonisés. Commencée dès 1775 en Amérique, c'est au lendemain de la Seconde Guerre mondiale que le terme se répand, alors que le phénomène prend une ampleur mondiale avec le développement des premiers nationalismes émergeant au début du XXe siècle. L'Organisation des Nations unies (ONU) offre un contexte favorable à la décolonisation et « devint ainsi la tribune de l'anticolonialisme militant ». En 2023, l'ONU considère que la décolonisation n'est pas arrivée à son terme, puisqu'elle reconnaît encore 17 « territoires non-autonomes », pour la plupart insulaires.
Le terme décolonisation est attesté dès 1836, parmi ceux qui, dans les premières années de la présence française en Algérie, réclament son évacuation,, puis retombe dans l'oubli avant d'être réemployé au début des années 1950.

## Historique

### AuXVIIIesiècle

#### Guerre d'indépendance des États-Unis

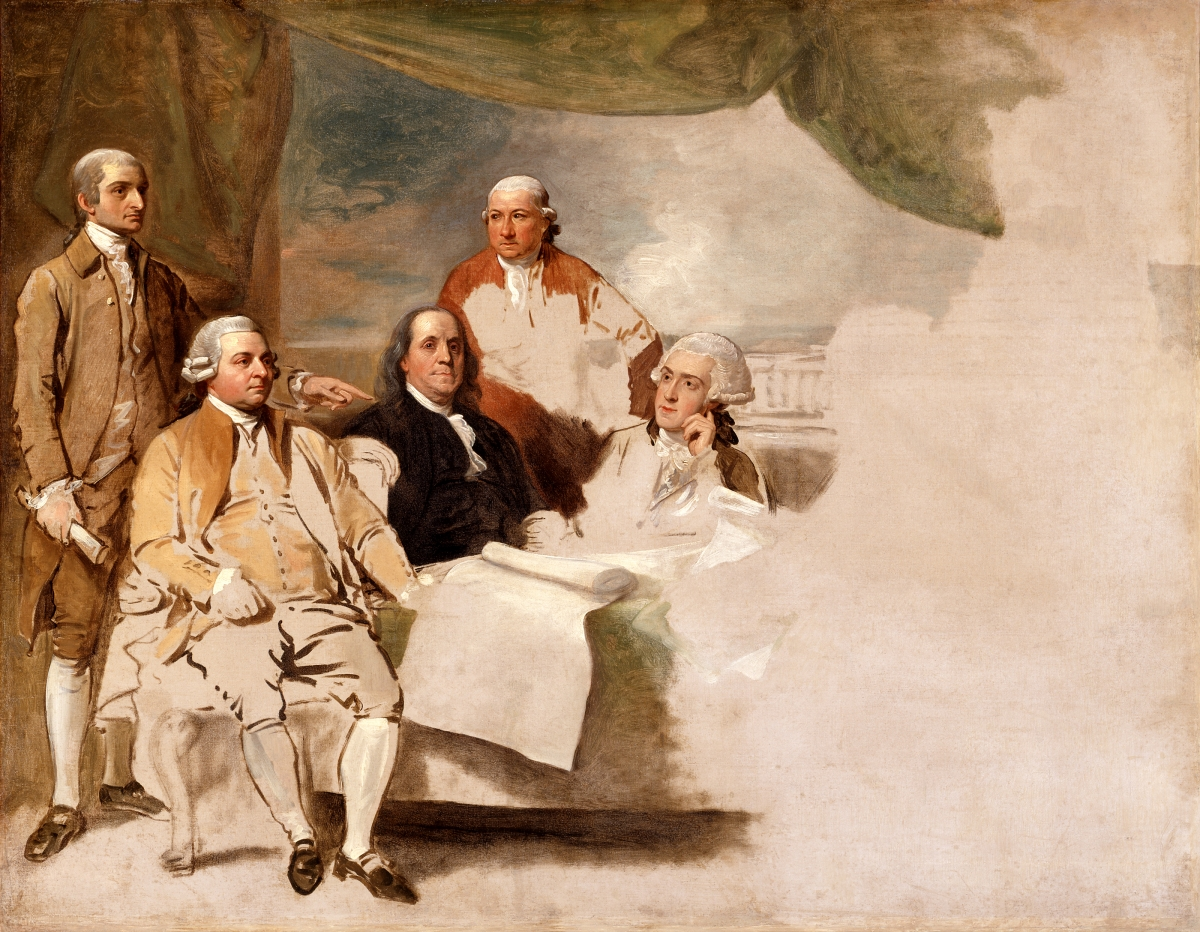
Signature du traité de Paris, mettant fin à la guerre d'indépendance américaine (1783).

La guerre d'indépendance des États-Unis est souvent considérée comme le premier mouvement de décolonisation[réf. nécessaire] notamment par les Américains eux-mêmes qui vont s'en réclamer ultérieurement pour encourager à l'indépendance les colonies européennes et particulièrement espagnoles. Les États-Unis doivent leur indépendance à une révolte des colons et non des indigènes, contre leur métropole. Les indigènes sont alors plus radicalement opprimés, certaines communautés décimées, voire anéanties, par les colons indépendants lorsque ceux-ci ont les mains libres, avec le renfort d'immigrants venus d'autres pays d'Europe. L'usage du mot décolonisation est à cet égard très ambigu. Il signifie ici l'abandon d'une colonie par la métropole mais en aucun cas la renonciation au fait colonial lui-même. L'indépendance acquise par les colons américains, au contraire, n'a fait que renforcer leurs moyens et leur volonté de coloniser l'arrière-pays, reprenant à leur compte la conquête de l'Ouest commencée par les Espagnols et les Français, ce qui a abouti à la quasi-élimination des populations indigènes. En outre, l'indépendance n'a pas mis fin à l'esclavage, phénomène caractéristique du colonialisme d'Ancien Régime.

#### Guerre d'indépendance d'Haïti

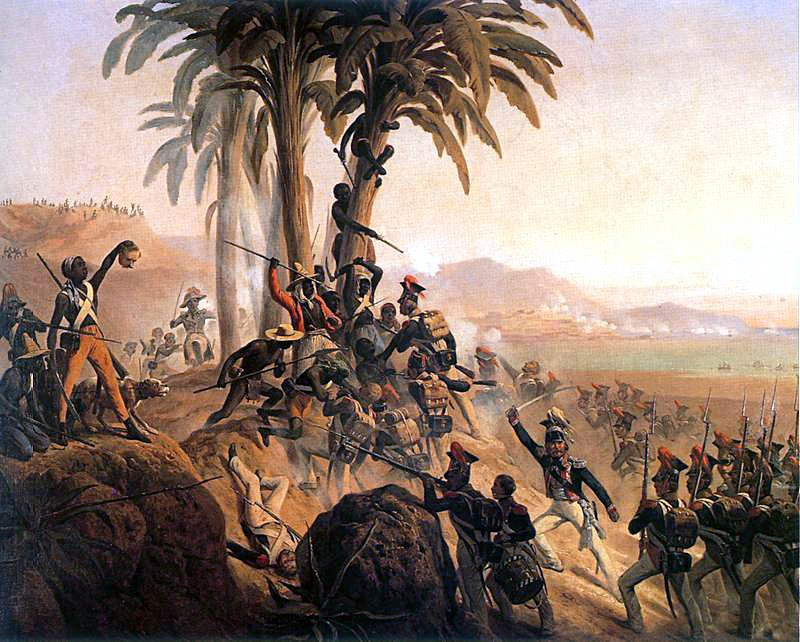
La Bataille de Saint-Domingue, huile sur toile de Janvier Suchodolski, 1845, musée de l'Armée polonaise, Varsovie.

##### Causes et conséquences
La guerre d' indépendance d'Haïti survient au moment de la Révolution française, à la suite des réticences d'une partie des révolutionnaires métropolitains à accorder l'égalité aux esclaves parce que leur accès à l'égalité risque de priver les plantations de leur main-d'œuvre et donc les colonies de plantation de leur rentabilité mais surtout parce qu'ils sont considérés comme encore inaptes à se diriger eux-mêmes selon les théories raciales de l'époque. Viennent s'y ajouter l'hostilité des créoles à une égalité avec les anciens esclaves noirs, inconcevable à leurs yeux et le problème particulier des métis, souvent propriétaires terriens et donc peu portés à accepter la fin de l'esclavage.
Les conséquences de cette guerre mènent à la première révolte d’esclaves réussie du monde moderne et établit en 1804, Haïti en tant que première république noire indépendante du monde. La France perd ainsi sa colonie la plus prospère.

### AuXIXesiècle
La première partie de la décennie 1820 voit la dislocation de l'empire espagnol, par la création d'une série de républiques indépendantes en Amérique latine.

#### Indépendance des colonies espagnoles
Un mouvement d'indépendance prend naissance en Amérique latine. Ce mouvement aboutit, par une succession de campagnes militaires, à l'indépendance des colonies espagnoles continentales.

#### Indépendance du Brésil
Le Brésil accède à l'indépendance le 7 septembre 1822 lorsque le prince Pierre de Portugal lance le cri d'Ipiranga et proclame l'indépendance du Brésil.

#### Intervention des États-Unis
Les interventions militaires des États-Unis contre l'Espagne entre 1898 et 1901 à Cuba et aux Philippines se soldent par la mainmise du pays sur ces deux territoires, considérant le continent américain comme une chasse gardée. C'est à cette occasion qu'est annexée, à perpétuité, la baie de Guantánamo.

#### XIXesiècleen Amérique latine
L'indépendance des colonies espagnoles et portugaises du nouveau monde n'est pas pour autant suivie de la mise en application du bolivarisme. Des antagonismes apparaissent rapidement entre certaines des nouvelles nations sud-américaines. L'Argentine est au bord de la guerre civile entre fédéralistes et unitaires. Simón Bolívar, José de San Martín et Antonio José de Sucre qui sont parmi les principaux acteurs de l'indépendance sont écartés du pouvoir quelques années ou plus après la fin des guerres : San Martín s'exile dès 1824, Sucre est assassiné en 1830 et Bolívar abandonne le pouvoir puis meurt la même année.
Malgré l'indépendance, le sort des Amérindiens encore majoritaires dans la plupart de ces pays n'évolue pas beaucoup. L'esclavage est aboli dans certains pays libérés (Chili dès 1811, Argentine en 1813, Venezuela en 1816, Bolivie en 1826) mais parfois sous condition d'un enrôlement des hommes dans l'armée. L'esclavage se poursuit dans d'autres pays comme le Pérou, où il n'est aboli qu'en 1851, Cuba et le Brésil, où l'abolition attendra 1888. L'abolition devient totale en Argentine en 1853 et au Venezuela en 1854. L'Argentine et le Chili mènent une politique de colonisation et d'extermination contre les Mapuches à la fin du XIXe siècle.
Par ailleurs les interventions des puissances européennes (France, Grande-Bretagne, Allemagne) ou l'aide militaire des États-Unis aux insurgés (doctrine Monroe), ressemblent en pratique, par certains côtés, à une nouvelle forme d'impérialisme.

#### Principe des nationalités
Ce principe émerge, en Europe, au XIXe siècle et se prolonge au siècle suivant avec le président américain Woodrow Wilson dans sa fameuse liste des quatorze points.

##### Application en Europe du principe des nationalités
Sous ses premières formes, ce principe ne concerne que les nations européennes, les nations colonisées étant présumées inaptes à se diriger elles-mêmes. Il se traduit, en Europe, selon deux tendances :
1. le droit à l'unité telle l'unité italienne (avec l'aide de la France) ou l'unité allemande (contre l'Autriche et la France) ;
2. le droit à l'indépendance de la Moldo-Valachie (Roumanie) et de la Serbie.

### AuXXesiècle
À la différence de la plupart des décolonisations précédentes, les décolonisations du XXe siècle vont profiter aux indigènes et non aux colons.

#### Premier ébranlement de la suprématie militaire européenne
La guerre russo-japonaise de 1905, se termine par une victoire militaire des Japonais, notamment sur mer, à Tsushima, où leurs vaisseaux modernes et leur artillerie à plus longue portée surclassent ceux des Russes. Cette victoire d'un pays asiatique, certes non colonisé mais qui s'est engagé sur la voie de l'industrialisation quelques dizaines d'années seulement auparavant, montre aux élites des autres nations d'Asie que la domination européenne n'est pas fatale et que, à condition d'assimiler les techniques de l'Occident, les pays colonisés ont les moyens de s'affirmer face à eux.
La résistance japonaise s'affirme également sur un plan culturel et religieux. Depuis la fin du XIXe siècle, l'hégémonie occidentale et, avec elle, les religions abrahamiques, s'est imposée à l'ensemble des continents et des îles. Seuls l'Asie de l'Est et le Sud-Est asiatique forment encore une enclave culturelle indépendante politiquement et religieusement. La plupart des sociétés traditionnelles, animistes et/ou polythéistes dans le monde ayant été acculturées, le contact avec l'Occident laisse poindre la menace de l'acculturation. Au début XXe siècle, toute l'aire confucéenne-taoïste-bouddhiste, dont fait partie le Japon, fait donc figure d'exception, à l'aune du déclin des religions traditionnelles animistes et polythéistes (composées essentiellement de religions de chasseurs-cueilleurs et agro-pastorales) qui régissaient les différentes sociétés humaines en Amérique et en Afrique jusqu'à l'irruption des religions abrahamiques. 

#### Choc de la Seconde Guerre mondiale et conséquences
Les métropoles ont perdu leur prestige et réputation d'invulnérabilité à la suite des brusques et inattendues défaites militaires de juin 1940 pour la France et du Royaume-Uni et la perte d'une partie de son empire pour le Royaume-Uni en zone Asie à la suite de l'invasion par le Japon. Ruinées ou fortement affaiblies, en 1945, les puissances occidentales ne sont plus en mesure de maintenir leurs influences et leurs conquêtes. Facteur aggravant, les puissances occidentales n'ont pu remporter la victoire que grâce à l'intervention militaire de l'URSS et des États-Unis.
Parallèlement, les forces alliés, dont font partie les puissances coloniales, ont présenté leur combat comme celui de la démocratie et de la liberté des peuples. En outre, les puissances européennes sont concurrencées frontalement par les États-Unis et l'URSS, les puissances gagnantes à l'issue du conflit. En effet, les États-Unis, qui bien qu'ancienne colonie, souhaitent faire progresser leur influence politique et économique en lieu et place des anciennes puissances coloniales. Pour l'URSS, la lutte anti-coloniale est directement assimilée à la lutte contre le camp impérialiste.
Enfin, sur le plan international, le 16 décembre 1952, l'Assemblée générale de l'Organisation des Nations unies (ONU) devenue une tribune pour les pays récemment indépendants, proclame le droit des territoires non-autonomes et sous tutelle à disposer d’eux-mêmes.
L'ensemble de ces facteurs et influences politiques, idéologiques et économiques va créer les conditions de la décolonisation à travers l'ensemble de la planète.

#### Décolonisation soviétique

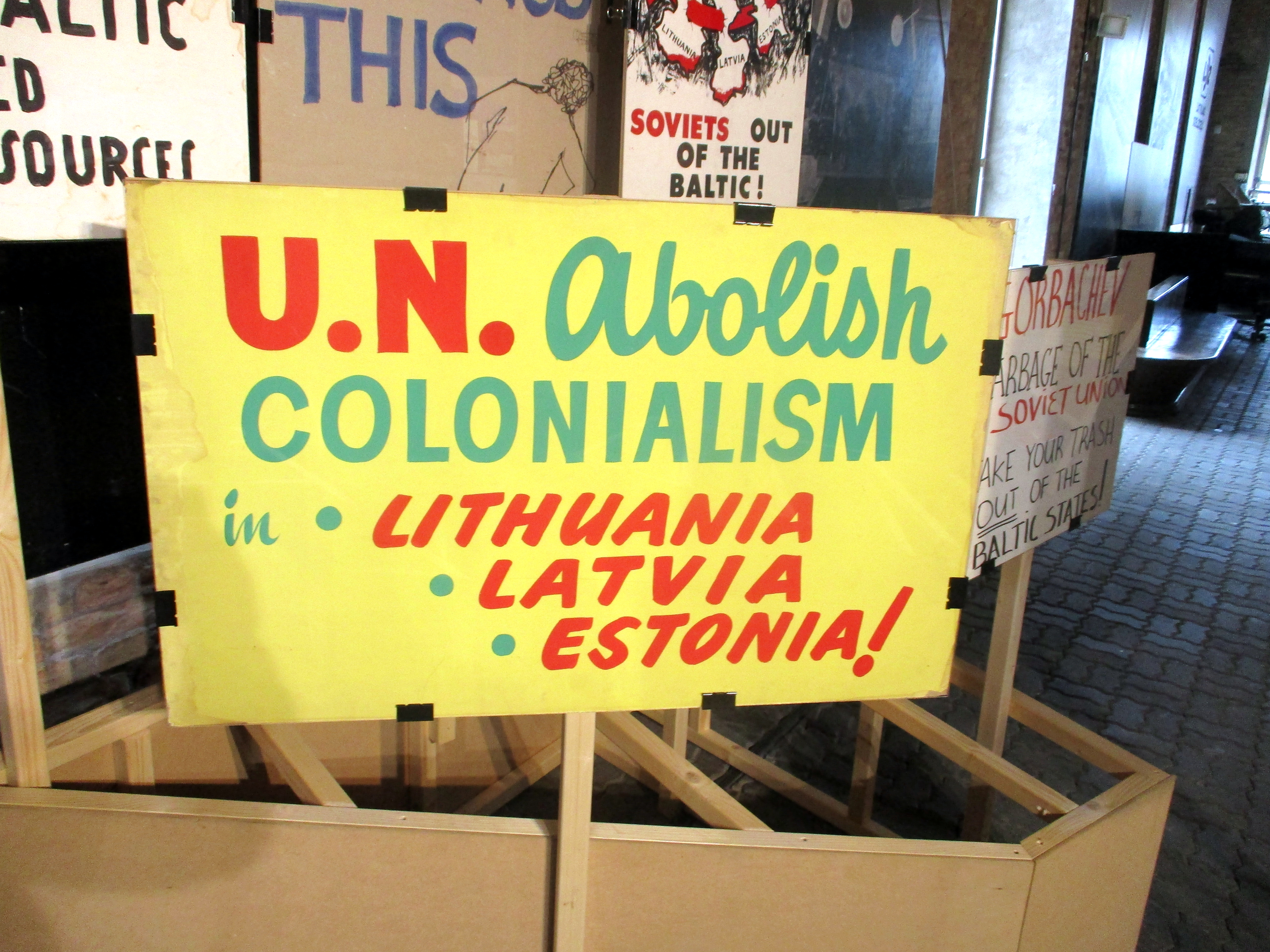
Panneau de protestation des exilés baltes de la seconde moitié du XXe siècle appelant l'ONU à abolir le colonialisme soviétique dans les états baltes.

Lors de la révolution russe, les Mencheviks au pouvoir (sociaux-démocrates), tout en se réclamant du principe des nationalités, ont refusé de reconnaître, avant la tenue d'élections générales, la sécession de diverses provinces de l'Empire, comme l'Ukraine et la Finlande, sécessions proclamées par la Rada ukrainienne et la Diète finlandaise. C'est alors que les Bolcheviks, après s'être emparés de Petrograd, par leur révolution d'Octobre en 1917, décident de reconnaître l'indépendance des nationalités qui le désirent : Ukraine, pays baltes, Pologne et nations caucasiennes mais cette indépendance ne dure pas ; l'Ukraine est reprise par l'URSS en 1921-1922, à l'issue de la guerre civile. Les pays baltes sont réintégrés à l'URSS de façon autoritaire sous Staline en 1940, à la suite du pacte germano-soviétique. Quant à la Pologne, elle est occupée par l'Armée rouge et placée dans l'orbite de Moscou après la Seconde Guerre mondiale.
Ils adoptent une constitution fédérale pour le reste du pays désormais dénommé République socialiste fédérative des Soviets de Russie (RSFSR). À l'intérieur de cette fédération, les peuplades indigènes qui n'ont pas fait sécession sont érigés en républiques autonomes ou provinces autonomes, dotées de gouvernements autonomes. Certes, la domination du parti communiste, qui contrôle tous les États membres par un système d'élections avec liste unique, fait que, dans toutes ces républiques, seuls les communistes locaux dont le parti est centralisé exercent le pouvoir mais du moins les citoyens des nationalités non-russes ont-ils la satisfaction d'amour-propre de sentir leur identité reconnue. Ainsi cette autonomie reconnue aux anciennes colonies du tsar, va devenir un modèle pour certains patriotes des nations colonisées à travers le monde, tels que le futur Ho Chi Minh.

#### Politique du Royaume-Uni
Pendant la Première Guerre mondiale, la politique arabe du Royaume-Uni, déjà préexistante en Égypte, est élargie grâce à ses agents comme Lawrence pour obtenir une révolte des nations arabes contre l'Empire ottoman. Toutes les promesses possibles sont alors faites non seulement aux Arabes mais aussi aux sionistes et aux Kurdes pour affaiblir l'adversaire turc. À l'issue du conflit, cette politique conduit aux accords Sykes-Picot et à la bataille de Khan Mayssaloun mettant définitivement fin au panarabisme et induisant la naissance de nouveaux états au Proche-Orient, tels que la Syrie, l'Irak, et la Transjordanie, provisoirement sous mandats de la Société des Nations, ainsi que du territoire sous mandat de Palestine érigé en Foyer national juif, avec l'accord du prince Faycal[réf. nécessaire], chef des nationalistes arabes qui ont combattu les Turcs.

#### Doctrine sioniste vue comme revendication du principe des nationalités
Theodor Herzl revendique la renaissance d'un État juif, sur le sol de la Palestine, où les Juifs seraient majoritaires et ne seraient donc plus à la merci des actes d'intolérance résultant des changements de gouvernants ou des caprices de la foule. L'Empire ottoman, comprenant à l'époque la Palestine, est défavorable à ce projet de création d'un nouvel État mais ne peut s'opposer frontalement à un premier mouvement d'immigration, faible en nombre, essentiellement européen, sur un territoire présenté comme dénué de valeur sur le plan stratégique ou économique. Le Royaume-Uni qui détient la réalité du pouvoir en Palestine d'après les accords de Sykes-Picot (1916), publie une déclaration en 1917 dite déclaration Balfour par laquelle — et largement pour des raisons financières (crédits de guerre) — il se montre favorable à un foyer juif en Palestine. Certains dirigeants britanniques proposent aux leaders sionistes de s'installer en Ouganda pour réaliser leur État mais ceux-ci refusent cette proposition, indiquant que leur mouvement vise à fonder un État indépendant « en ressuscitant l’État d'Israël sur son territoire antique » sur la base d'une identité historique, religieuse et nationale.

## Modalités
Le mouvement de décolonisation peut s'opérer selon différentes options non exclusives les unes des autres : l'assimilation, l'autonomie interne et l'indépendance. Bien que la décolonisation puisse inclure des transformations culturelles et sociales, par exemple la décolonisation du savoir ou la décolonisation de l'espace public, c'est généralement le retour des terres aux populations colonisées qui est considéré comme l'élément essentiel. Un essai connu sur cette question est intitulé La décolonisation n'est pas une métaphore.

### Assimilation
L'assimilation est le mode de décolonisation qui attribue aux indigènes l'égalité civile et politique et, corrélativement, intègre l'ex-colonie à l'État colonisateur. Des précédents de cette solution existent de longue date, puisque l'Empire romain en fait usage périodiquement, jusqu'à l'édit de Caracalla, exemple le plus imposant de cette politique qui a accordé en 212 la pleine citoyenneté romaine à tous les hommes et femmes libres de l'Empire.
La France expérimente ce type de réforme dans ses colonies, d'abord en Algérie où le sénatus-consulte de 1865 accorde à tous les indigènes, sujets français musulmans ou juifs, la possibilité de devenir individuellement citoyens, à condition d'adopter le statut civil laïc de droit commun (pas de polygamie) et d'en accepter tous les devoirs (service militaire, impôts). Ensuite, toujours en Algérie, un pas de plus concerne les indigènes juifs. Ceux-ci, antérieurement traités en parias (Dhimmis) dans leur propre pays par la conquête musulmane, accueillent en 1830 les Français en libérateurs et adoptent d'emblée la langue et la culture française. C'est pourquoi, lorsque, en 1870, le décret Crémieux du gouvernement de Défense nationale attribue d'office la citoyenneté française aux indigènes juifs « mais en supprimant leur statut civil religieux mosaïque », ceux-ci n'en ont pas moins bien accueilli la réforme et les devoirs nouveaux qui en découlent. Cela se vérifie largement sur les champs de bataille de 1914-1918 et de 1939-1945. Ce décret Crémieux est certes un premier acte de décolonisation mais il demeure partiel. C'est pourquoi les milieux colonialistes n'ont eu de cesse de demander la suppression du décret Crémieux et d'attaquer les patriotes musulmans qui demandaient un texte semblable, c’est-à-dire l'accès à l'égalité et au droit de vote pour leurs coreligionnaires.
En 1936, le gouvernement de Front populaire propose une mesure d'assimilation partielle limitée en faveur des musulmans : le projet Blum-Viollette selon lequel les indigènes, titulaires d'une citation militaire ou d'un diplôme français, tel que le certificat d'études — soit quelque 25 000 individus sur 6 millions — pourraient devenir citoyens sans renonciation à leur statut. Les colonialistes et leurs accusations réussissent à faire échouer cette mesure en réalité insuffisante. En 1940, le gouvernement du maréchal Pétain donne satisfaction aux colonialistes en abrogeant rétroactivement le décret Crémieux et en retirant leur citoyenneté française aux juifs d'Algérie, sans tenir compte de leurs passés militaires depuis 1870. Aussi, après le débarquement allié, le retrait de citoyenneté infligé aux juifs algériens est maintenu par François Darlan et Henri Giraud. Ferhat Abbas estime alors que cette assimilation, qui peut être retirée par un simple décret, est sans avenir. Aussi opte-t-il, en 1943, pour l'autonomie interne, en publiant son Manifeste du peuple algérien dans les arguments duquel, il cite le retrait du décret Crémieux, parmi les raisons qui l'ont fait renoncer à revendiquer la citoyenneté française.
Par la suite, en 1943, le Comité français de la Libération nationale présidé par le général de Gaulle annule l'abrogation du décret Crémieux puis adopte, le 7 mars 1944, une ordonnance qui reprend les dispositions du projet Blum-Viollette en les élargissant en faveur des musulmans. À partir de 1946, les colonies françaises deviennent des départements ou des territoires d'outre-mer. Tous leurs habitants sont réputés être citoyens, cependant cette réforme n'est réalisée pleinement qu'aux Antilles et à La Réunion. Dans les territoires d’outre-mer en effet, les anciens sujets, tout en recevant la qualité de citoyens français, sont faits citoyens du 2e collège, de sorte qu'un statut inégalitaire au niveau électoral est perpétué à leur détriment : en Algérie, en 1947, le million de citoyens du 1er collège (à statut civil de droit commun) bénéficie d'autant de représentants à l'Assemblée algérienne (60) que les 8 millions de citoyens du 2e collège (à statut civil coranique). Ils sont donc des 1/8 de citoyens dans les faits, ce qui a été de nature à motiver leur mécontentement. À l'initiative du ministre Gaston Defferre, les collèges multiples sont supprimés en 1956, dans tous les territoires d'outre-mer et l'égalité politique réelle est donc instituée. Toutefois la fusion des deux collèges n'est réalisée en Algérie que lors du retour au pouvoir du général de Gaulle en 1958.

### Autonomie interne

#### Reconnaissance de compétences propres
Dans ce système, on réserve aux ex-colonies le droit d'édicter leurs propres lois dans un nombre de domaines plus ou moins large. Le pouvoir central conserve en principe les compétences d'affaires étrangères, militaires et de l'ordre intérieur. Les gouvernements locaux des ex-colonies exercent alors toutes les autres compétences. Bien souvent, même dans ces domaines de base, les compétences de maintien de l'ordre (police), militaires (Garde nationale) et même d'Affaires étrangères (représentation en France du Québec, membre de la Fédération canadienne) peuvent être partagées. Inversement, de nouvelles compétences centrales peuvent apparaître, par exemple en matière sociale ou en matière d'énergie nucléaire, lorsque les États autonomes ne peuvent les exercer.

#### Fédéralisation de l'ancien empire russe
Cette autonomie interne ne peut subsister de façon durable que dans les fédérations. C'est ainsi qu'en Russie, lors de leur révolution d'Octobre 1917, les Bolcheviks doivent faire face au problème des minorités nationales. Certaines minorités européennes arrachent par la force leur indépendance (Finlandais, Baltes, Polonais) ou leur rattachement à un autre état telle la Moldavie, roumaine jusqu'en 1940. D'autres connaissent une tentative d'indépendance brève et tumultueuse. L'Ukraine, disputée entre indépendantistes, Russes blancs, anarchistes makhnistes, Polonais et Bolcheviks, finit par revenir à ces derniers. Dans le Caucase c'est la menace turque qui incite les Arméniens et les Géorgiens à revenir dans le giron russe. Dans toutes les régions périphériques, l'Armée rouge a pu s'appuyer sur des communistes locaux qui ne sont souvent que des modernistes antiféodaux, les forces traditionnelles (grands propriétaires et religieux) étant plutôt contre-révolutionnaires.
L'Union des républiques socialistes soviétiques (URSS) est une confédération de républiques, théoriquement égales en droit et où les langues et autonomies nationales sont reconnues. En fait, les organes essentiels (Parti unique, police politique, économie planifiée) sont étroitement centralisés depuis Moscou. Le régime soviétique impose des bouleversements en partie modernisateurs (alphabétisation, droits des femmes) mais impose aussi des choix économiques contestables (monoculture du coton en Asie centrale) et mène souvent une politique de terreur : collectivisation des terres dans les années 1930, déportation de peuples entiers (Tatars de Crimée, Tchétchènes , etc.) en 1945.
Dans les années 1980, le système apparaît fragilisé par l'effondrement économique, par la guerre d'Afghanistan et par l'écart démographique croissant entre les républiques européennes à faible natalité et les républiques asiatiques à natalité forte. Cependant, ce n'est pas la révolte des colonisés, mais la chute du pouvoir central soviétique en 1991 qui entraîne l'éclatement du dernier empire colonial européen.

### Indépendance
La décolonisation par l'indépendance a consisté à reconnaître la pleine souveraineté à une ancienne colonie. Les mouvements de décolonisation ont milité, les uns pour l'autonomie interne, comme l'UDMA de Ferhat-Abbas en Algérie, ou le RDA de Félix Houphouët-Boigny en Afrique noire française et les autres pour l'indépendance, comme le Parti du peuple algérien (PPA) de Messali Hadj en Algérie, le Viet Minh ou le Daï-Viet en Indochine mais il est clair que c'est l'indépendance qui a principalement leur faveur. Si bien que l'autonomie interne constitue souvent une étape sur la voie de l'indépendance. Le processus qui conduit à l'indépendance peut donc s'effectuer soit par étapes soit par révolution.

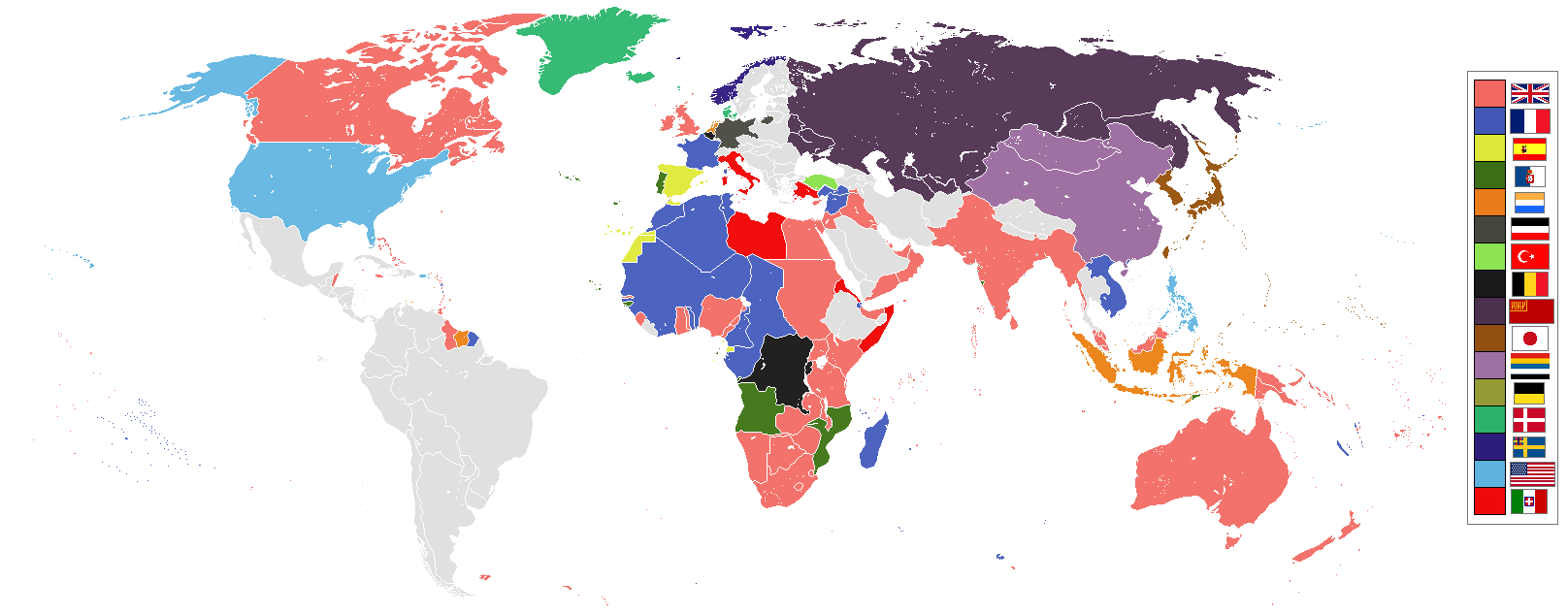
Répartition des territoires coloniaux en 1920 ; l'Empire britannique a su préserver son influence en responsabilisant ses vice-royaumes.

#### Indépendance obtenue par étapes
L'indépendance par étapes est le plus souvent obtenue en faisant passer le pays décolonisé par un ou plusieurs stades d'autonomie interne.
- L'autonomie interne est très utilisée, d'abord dans les anciennes colonies britanniques transformées en dominions, comme Terre-Neuve, le Canada, l'Australie, la Nouvelle-Zélande, l'Union d'Afrique du Sud, et l’État libre d'Irlande, dont les compétences locales sont par étapes devenues de plus en plus étendues. Ces états ne deviennent pleinement souverains qu'après 1931 avec le statut de Westminster tout en conservant cependant un chef d'État commun, le monarque britannique, représenté sur place par un gouverneur qui est le chef d'état de facto, mais choisi par l'etat en question, et pas par le gouvernement britannique.  Ainsi est inauguré le Commonwealth. Il faut cependant observer que l'indépendance est, dans quatre de ces six cas, attribuée aux descendants des colons européens et des immigrants ultérieurs, non aux indigènes car ceux-ci sont pratiquement marginalisés depuis longtemps à Terre-Neuve, au Canada, en Australie et en Afrique-du-Sud. En Nouvelle-Zélande la situation est différente et les Maori ont, depuis 1867, un nombre de sièges destinés à leur minorité au sein du Parlement. En l'Etat libre d'Irlande indépendance est donnée au tout le population. De nos jours, cependant, certains de ces états concèdent des avantages aux héritiers statutaires des peuplades amérindiennes, aborigènes ou maories.
- Les indépendances du Maroc et de la Tunisie : ces deux territoires ont été des protectorats français, la France y détenant le pouvoir sur plan diplomatique et militaire et s'appuyant sur l'élite locale pour les administrations. Après la guerre, l'agitation nationaliste est très forte et se traduit par des manifestations. La France agit par la répression et l'arrestation de dirigeants : pour la Tunisie c'est Habib Bourguiba et, pour le Maroc, c'est le sultan Mohammed ben Youssef. Ces mesures renforcent la contestation puis des négociations sont engagées et annoncées dès le discours de Carthage du 31 juillet 1954 par Pierre Mendès-France. En 1956, la Tunisie et le Maroc deviennent indépendants.
- L'émancipation des colonies françaises d'Afrique noire est d'abord lente parce que les revendications des Africains sont le plus souvent limitées, hormis dans l'île de Madagascar qui est le théâtre en 1947 d'une dramatique insurrection réprimée. En effet, après la Seconde Guerre mondiale, un nouveau parti voit le jour dans toutes les colonies françaises d'Afrique noire, sauf au Sénégal, et se développe dans l'opinion et au parlement français, le Rassemblement démocratique africain (RDA). Ce parti utilise le droit de vote attribué aux indigènes des ex-colonies par la Constitution de 1946 [N 4] pour pénétrer les groupes parlementaires de certains partis métropolitains. À partir de 1956, grâce à leurs contacts en métropole, les élus du RDA obtiennent que s'engage un processus pacifique qui va permettre un transfert progressif de souveraineté. D'abord par la loi-cadre Defferre de 1956 ; cette loi et ses décrets d'application, adoptés alors que le parti socialiste de Guy Mollet est engagé à fond dans la guerre d'Algérie, accorde une décentralisation très poussée aux territoires d'Outre-Mer (TOM), avec la suppression des collèges multiples encore en vigueur en Algérie, des assemblées locales librement élues et des conseils de gouvernement désignés librement par celles-ci dans chaque territoire. Ce nouveau régime électoral, appliqué pour une fois sans truquage, permet l'accession à la tête de chaque territoire de dirigeants représentatifs comme Félix Houphouët-Boigny ou Léopold Sédar Senghor.

Par la suite, en 1958, lors du vote sur la nouvelle constitution de la 5e République, tous les TOM, sauf la Guinée, votent favorablement et ont alors le choix, dans les 3 mois, entre le maintien de leur statut de TOM, l'adoption du statut de département français, ou celle du nouveau statut d'État autonome. Au cours de ces trois mois, les assemblées de la plupart des territoires d'outre-mer d'Afrique adoptent le statut d'États autonomes (sauf pour la Côte française des Somalis et les Comores qui conservent leurs statuts de territoires d’outre-mer). 
Le Gabon choisit, en premier temps, de devenir département d'outre-mer, ce qui est refusé par De Gaulle et son ministre de l'Outre-mer, Bernard Cornut-Gentille. Le refus du ministre Cornut-Gentille, violant la Constitution, reflétait la pensée du général de Gaulle, qui confia à Alain Peyrefitte : « Nous ne pouvons pas tenir à bout de bras cette population prolifique comme des lapins (…). Nos comptoirs, nos escales, nos petits territoires d’outre-mer, ça va, ce sont des poussières. Le reste est trop lourd ». Le général de Gaulle s'expliqua en ces termes sur l'« affaire gabonaise » : « Au Gabon, Léon M'Ba voulait opter pour le statut de département français. En pleine Afrique équatoriale ! Ils nous seraient restés attachés comme des pierres au cou d'un nageur ! Nous avons eu toutes les peines du monde à les dissuader de choisir ce statut. »
Tous les autres TOM, se prononcent pour le maintien de leur statut, tel qu'il découle de la loi Defferre. 
Les nouveaux États autonomes entrent dans une Communauté conduite par la France, avec le titre d'États-membres. Quant à la Guinée, elle est devenue indépendante immédiatement après sa réponse négative au référendum, sous l'influence de son président Ahmed Sékou Touré mais subit une guerre économique (les liens économiques sont rompus, les colons rapatrient tout le matériel de valeur, les services secrets répandent de faux francs CFA pour déstabiliser la Guinée monétairement, etc.). La communauté française de 1958 ne durera dans les faits que jusqu'en 1961, date à laquelle le premier ministre Michel Debré constate la caducité de celle ci. Le titre de la constitution la concernant sera toutefois abrogé en 1995.
En effet les membres de la communauté vont à leur tour accéder à l'indépendance en 1960, par la négociation, mais avec conclusion d'accords de coopération avec la France. Ceux-ci garantissent le maintien de la zone franc et la France conserve un droit de veto sur les instituts africains d’émissions monétaires, les avoirs financiers restent contrôlés par le Trésor français, les entreprises françaises conservent leurs privilèges douaniers, leurs exonérations de longues durées, la liberté de transfert des bénéfices et obtiennent des garanties contre les nationalisations. La France conserve également des troupes dans ses ex-colonies.

#### Indépendance sans transition

##### Congo

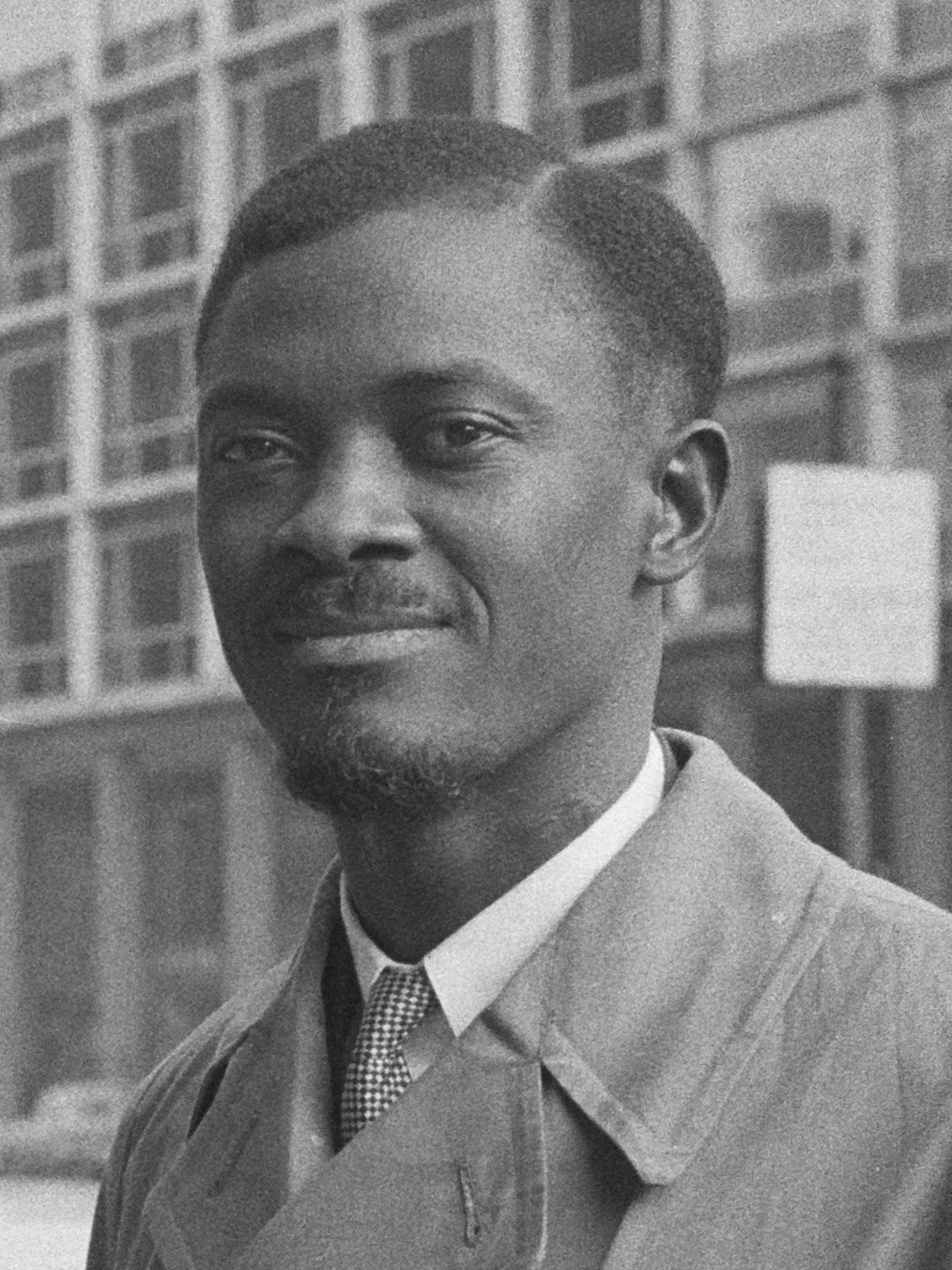
Patrice Lubumba, considéré héros de l'indépendance congolaise.

C'est le cas du Congo (également connu sous le nom de Zaïre) dont le roi des Belges annonce à l'improviste, en janvier 1959, sa décision de décoloniser ce qui s'appelait le Congo belge « sans atermoiement funeste, mais sans précipitation inconsidérée ». Mais le gouvernement belge du Premier ministre Gaston Eyskens veut hâter les événements et convoque à Bruxelles une table ronde belgo-congolaise en reconnaissant la représentativité des leaders congolais jusque-là tenu à l'écart de la gestion du Congo. Jusque-là la Belgique avait pratiqué au Congo une politique ultra-colonialiste en s'attachant à ne former que des cadres subalternes et en restreignant l'accès de ses universités aux indigènes au point qu'il n'existe pas plus d'une trentaine d'étudiants congolais sortis des études universitaires au moment de l'indépendance. Mais le taux d'alphabétisation et de scolarisation des indigènes est supérieur à celui des autres pays d'Afrique noire et nombre d'entre eux sont formés à des pratiques comme infirmiers ou fonctionnaires qui les mettent sur un pied proche de celui des Belges exerçant les mêmes activités, mais sans avoir les mêmes revenus. Enfin dans la Force publique congolaise, seulement quelques dizaines d'aspirants sont formés dans les dernières années précédant l'indépendance, car les Belges tiennent à conserver étroitement le contrôle de cette armée sur laquelle ils avaient pu compter pendant les deux guerres mondiales.
Lorsque l'indépendance est proclamée, le parti unitaire de Patrice Lumumba, seul à être présent dans tout le Congo, n'obtient qu'une majorité relative de 45 % des voix. En effet, faute de tout encadrement politique sérieux, les autres voix s'éparpillent entre les partis tribaux centrifuges, dont l'un, le parti Bacongo s'associe avec le sien pour gouverner. Lumumba devient alors Premier ministre et Joseph Kasa-Vubu président. Des responsables improvisés se répartissent alors les plus hauts postes de l'État, alors que, dans l'armée, les sous-officiers restent sous-officiers d'où des troubles, à la suite desquels les sous-officiers et soldats congolais, soutenus par Lumumba, se révoltent contre leurs officiers belges. Les émeutiers s'en prennent aussi aux autres Européens et des violences ont lieu, si bien que Lumumba demanda l'aide de l'Organisation des Nations unies (ONU). Celle-ci envoie plusieurs contingents choisis dans des pays supposés sans intérêt direct dans les événements congolais. C'est alors qu'apparaît le casque bleu créé sur place dans le but de permettre à ces troupes disparates (des Ghanéens, des Pakistanais, mais aussi des Suédois) de se reconnaître entre eux.
C'est alors que la riche province du Katanga, dirigée par son président Moïse Tshombé, fait sécession, avec l'appui d'une gendarmerie solide restée sous commandement belge et avec celui des grandes entreprises industrielles. Une autre province, celle du Sud-Kasaï, diamantifère, se proclame elle aussi indépendante. Aussi, lorsque Lumumba veut envoyer ses troupes, à la tête desquelles il a dû nommer des généraux improvisés, celles-ci peu disciplinées, commettent quelques massacres qui sont montés en épingle. C'est alors que Lumumba est trahi à la fois par le président Kasa-Vubu, qui prend le parti de Tshombe, et par l'ONU qui affecte de ne reconnaître que ce président tribaliste qui ne représente en réalité que 10 % des Congolais. Joseph Mobutu, l'un des généraux improvisés nommés par Lumumba, prend alors le pouvoir. Celui-ci, avec la complicité de l'ONU dont les Casques bleus ont arrêté Lumumba, livre celui-ci à Tshombe, qui le fait immédiatement assassiner. C'est dans ces circonstances que le Congo est livré à une sanglante anarchie, puis à la longue dictature corrompue de Mobutu.

##### Inde

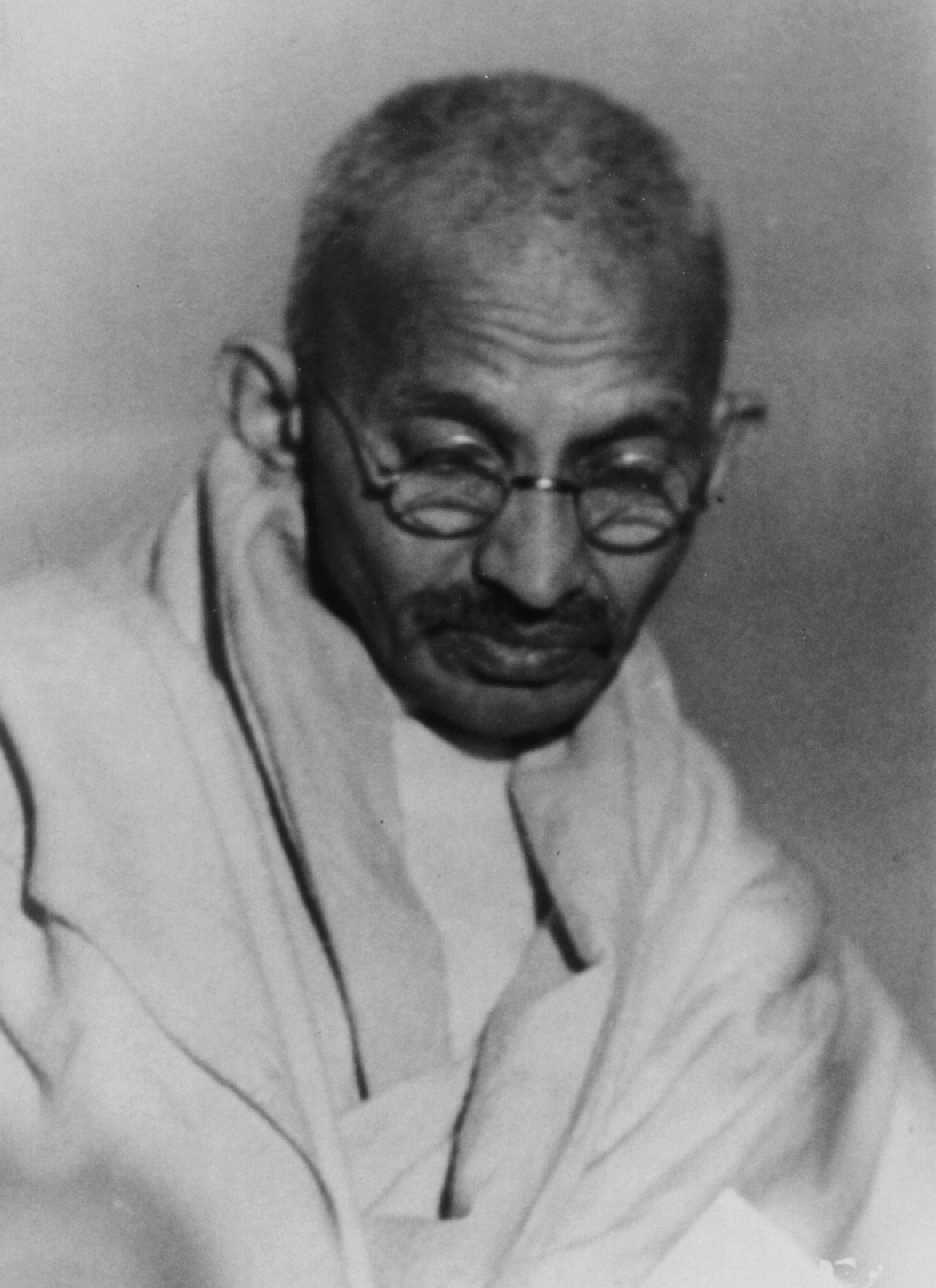
Mohandas Karamchand Gandhi, leader indépendantiste indien.

À l'époque, l'indépendance d'un grand territoire comme celui de l'Inde n'est pas souhaitée par les Anglais qui veulent garder le terrain pour la culture du thé ou bien garder un port de transit entre l'Afrique du Sud et l'Australie. L'indépendance des Indes est accordée en 1947 par le gouvernement britannique. Elle est largement préparée par l'action non-violente de Mohandas Karamchand Gandhi. Le Mahatma (Grande âme, du sanskrit mahā, grand et ātman, âme) est l'un des pères fondateurs de l'Inde moderne et un défenseur de la non-violence comme moyen révolutionnaire. Le 15 août 1947 l'Inde est devenue un dominion dans le Commonwealth, sous la direction du premier ministre Jawaharlal Nehru. Bien que la majorité des Indiens musulmans et hindous soit d'accord pour fonder une Inde laïque — comme le désiraient Gandhi et le Parti du Congrès qui représentait la majorité des musulmans indiens — les Britanniques ont préféré suivre la Ligue musulmane (minoritaire dans sa représentation des musulmans) et sa volonté d'établir un État islamique basé sur la charia. Ce faisant, ils divisent l'Inde en créant le Pakistan oriental (futur Bangladesh) et occidental, là où se trouvent des majorités musulmanes. L'Inde devient une république laïque, membre du Commonwealth, après la promulgation de sa constitution, le 26 janvier 1950.

##### Micronésie et Îles Marshall
Les quelques colonies américaines dans le Pacifique sont indépendantes depuis les années 1990. L’administration de ces îles a été confiée aux États-Unis par l'ONU à la suite de la Seconde Guerre mondiale. Dépourvues d'intérêt économique ou stratégique, elles ont pour principale ressource le versement d'une aide des États-Unis dont l'existence a largement contribué à l'acceptation de l'indépendance par leurs ressortissants ; ce sont la Micronésie et les Îles Marshall, membres de l'ONU depuis le 22 décembre 1990.

#### Indépendance obtenue par la force
Lorsqu'aucun espoir n'est laissé aux colonisés d'obtenir l'égalité soit par l'assimilation, soit par l'indépendance, la tentation de se révolter devient grande. Il faut alors constater que l'indépendance est rarement acquise sur le champ de bataille, mais plutôt lorsque l'opinion publique métropolitaine, lassée de lutter contre la rébellion, se prononce pour l'indépendance. Nous pouvons ici citer la guerre d'Algérie, où ce changement dans l'opinion s'effectue notamment lorsque les jeunes du contingent, qui font leur service militaire, sont tués et enlevés par milliers par les mouvements indépendantistes[réf. nécessaire].

##### Guerre d'Indochine
La France entreprend de reconquérir l'Indochine en octobre 1945 avec le général Leclerc. En décembre 1946, la guerre éclate car les autorités françaises sont en désaccord, malgré de nombreux contacts, avec le Président Hô Chi Minh, dirigeant du Việt Minh (fédération de mouvements patriotiques vietnamiens) et surtout avec son général Giap, aussi bien sur le principe de l'indépendance que sur le sort futur de la Cochinchine. De leur côté, Hô Chi Minh et Giap tous deux francophones et francophiles cherchent à éviter une guerre sanglante avec la France. Ils semblent d'accord pour signer avec Jean Sainteny et le général Leclerc, qui ont su gagner leur confiance, des accords prévoyant une pacifique autonomie-indépendance du Viêt Nam à l'intérieur de l'Union française. Alors qu'ils voyagent avec ce dernier et le général Salan jusqu'à Biarritz pour signer ces accords avec le gouvernement français, l'amiral d'Argenlieu — apparenté à la famille Michelin qui a d'immenses intérêts dans les plantations d'hévéa d'Indochine — fait capoter l'accord en suscitant la création de la république de Cochinchine, le 1er juin 1946. De cette action date la perte de l'Indochine et consécutivement de tout l'Empire français, ainsi que les deux guerres qui ont suivi.
Déclenchée à la suite de provocations venant des deux camps, cette guerre de décolonisation devient ensuite un enjeu de la guerre froide dans la mesure où le Viêt-Minh, bien qu'organisation patriotique regroupant à l'origine les partis nationalistes et les sectes, est dominé par le Parti communiste indochinois. Le Viet-Minh bien que chassé des villes tient solidement dans l'intérieur, particulièrement au nord du pays et invente de nouvelles techniques de combat adaptées à sa pauvreté en matériel et en munitions. La France cherche alors une solution politique, sans passer par le Viet-Minh : en juin 1949, elle reconnaît l'État associé du Viêt Nam, Cochinchine comprise, dirigé par l'ex-empereur Bảo Đại. Cette solution trop tardive ne change pas la situation militaire.
La guerre s'internationalise en 1949, lorsque les communistes chinois ayant atteint la frontière de l'Indochine apportent une aide directe au Viêt-Minh. Les Américains initialement favorables au Viet-Minh, soutiennent financièrement la France. En 1954, la défaite de Diên Biên Phu, au cours de laquelle, les vaillants combattants français payent pour l'impéritie des généraux français qui les ont envoyés s'enterrer dans une cuvette et ont sous-estimé les moyens militaires du Viet-Minh, convainc la France de se retirer. Mendès France, après avoir constitué un gouvernement allant du centre à la droite, se donne un mois pour résoudre le conflit à la conférence internationale de Genève. Les indépendances du Laos, du Cambodge et du Viêt Nam y sont alors proclamées mais le Viêt Nam est alors provisoirement divisé en deux États, le Nord sous l'autorité d'Ho Chi Minh et le Sud dirigé par Bảo Đại . Celui-ci, à l'issue d'un référendum, est promptement remplacé par un nationaliste catholique anti-Français, Ngo Dinh Diem. Ce dernier refuse la tenue des élections prévues dans tout le Viêt Nam un an après l'indépendance et instaure au sud une dictature fascisante faisant appel à des conseillers militaires américains. C'est ainsi qu'il provoque l'insurrection du Front national de libération (FNL) — bientôt connu sous le nom de Viet-Cong — et déclenche la seconde guerre d'Indochine.

##### Guerre d'indépendance de l'Algérie
L'Algérie est une colonie particulière : elle fait partie de l'État français et est divisée en trois départements. C'est une colonie de peuplement où vivent un million d'Européens principalement français et à côté d'eux 8,5 millions d'Arabes et de Berbères. La population algérienne est dépourvue de la pleine citoyenneté française dans la mesure où elle est dépourvue du droit de vote. Les Français sont opposés à toute réforme alors que le nationalisme algérien se développe. Dès 1943, les Algériens ont fait apparaître leur aspiration dans le manifeste de Ferhat Abbas en mettant en avant l'égalité en droit. En 1945, la France n'est pas ouverte aux réformes[réf. nécessaire]. La classe politique estimait alors que les colonies était un élément essentiel de la puissance de la France et de fait réfute toute idée d'indépendance. Le 8 mai 1945, lorsque des émeutes éclatent à Sétif, elles sont violemment réprimées. En 1947, un nouveau statut est accordé aux Algériens, ils deviennent des citoyens français avec le droit d'élire une assemblée qui doit siéger à Alger. Cependant les Algériens et les Européens ont le même nombre de sièges au sein de cette assemblée alors que les premiers sont huit fois plus nombreux. Cette réforme est donc contestée par les Algériens et les nationalistes demandent l'indépendance. Des demandes de réformes plus sérieuses émanent de l'évêque de Constantine, Léon-Étienne Duval. Dès sa promotion comme archevêque d'Alger en mars 1954, il déclare dans un discours que la « civilisation doit être conçue en fonction des êtres les plus déshérités ».
Dans le cas de l'Algérie aussi, la décolonisation est imposée par le peuple de métropole lassé de poursuivre cette guerre, surtout à partir du moment où les appelés ont dû y participer. Les Français, consultés une première fois, lors des législatives de 1956, sur la négociation avec le Front de libération nationale (FLN), ont voté pour le Front républicain qui la préconise mais dont le chef Guy Mollet, une fois élu, ne l'a pas réalisée. Par la suite, consultés une fois de plus et cette fois directement par référendum, ils vont répondre à de Gaulle, « oui pour l'autodétermination ».
La guerre d'Algérie débute en 1954 par une série d'attentats du FLN dont l'un des dirigeants le plus populaire auprès des Algériens est Ahmed Ben Bella. Ce groupe, sécessionniste du Mouvement national algérien de Messali Hadj, est partisan de l'action violente pour obtenir l'indépendance. Le choc est rude pour la France qui considère l'Algérie comme territoire français où, sur dix millions d'habitants, vivent un million d'Européens, les Pieds-noirs. Ces derniers, pour la plupart, refusent catégoriquement l'indépendance, bien qu'ils soient en grande partie responsables de cette situation. En effet, les représentants des Français d'Algérie ont constamment bloqué toutes les réformes assimilatrices, même les plus minimes, tendant à reconnaître enfin aux musulmans algériens la pleine citoyenneté française. Le ministre de l'intérieur, François Mitterrand, déclare à la suite des attentats du FLN de la Toussaint 1954 : « la seule négociation, c'est la guerre ». Cette guerre mobilise des moyens militaires et politiques de plus en plus importants. En 1957, les parachutistes du général Massu sont chargés par le gouvernement socialiste d'investir Alger et d'y supprimer le FLN. Ils démantèlent les réseaux terroristes FLN en utilisant des moyens réprouvés tant par la loi que par la morale et par le règlement militaire, en toute connaissance du gouvernement français de l'époque. À la fin de cette bataille d'Alger, les parachutistes français sont guidés dans leurs arrestations des sympathisants FLN par de jeunes musulmans qui, impressionnés par leurs résultats, croient à la victoire finale de la France. Cependant, les moyens employés, notamment la torture et les exécutions sommaires baptisées corvées de bois, heurtent l'opinion métropolitaine. Les succès remportés dans ces conditions ne cessent d'augmenter le nombre des partisans de la rébellion au point de faire oublier les atrocités très nombreuses commises par certains FLN, comme le massacre, femmes et enfants compris, de la population de Melouza contrôlée par un maquis du Mouvement national algérien rival. Dans ces conditions, la cause nationaliste progresse en Algérie, avec le soutien de l'ONU. Le 13 mai 1958, la population européenne d'Alger provoque une émeute, entraînant la garnison de la ville puis, avec le soutien d'officiers factieux et d'unités militaires parachutistes, impose à la métropole un changement de gouvernement et de régime (crise de mai 1958). Au grand déplaisir des dirigeants de la IVe République, de Gaulle, qui avait préconisé en vain pour la France de la Libération un régime démocratique doté d'un exécutif fort, est rappelé. Il commence par soutenir les militaires dans une lutte accrue et efficace contre l'Armée de libération nationale algérienne (ALN). À partir de 1959 et en dépit du lancement d'une politique d'essais nucléaires français dans le Sahara algérien, il engage un processus qui conduira à l'indépendance de l'Algérie alors même que l'action armée du FLN et de l'ALN contre la présence française est tenue en échec. Le 16 septembre 1959 il reconnaît le droit des Algériens à l'autodétermination et fait approuver ce principe par les Français lors du référendum sur l'autodétermination de l'Algérie du 8 janvier 1961. De Gaulle se heurte alors à la résistance des Pieds-Noirs et d'une fraction de l'armée, dont les plus extrémistes, dirigés par quatre généraux, tentent un putsch en avril 1961. Ce dernier échoue mais des partisans de l'Algérie française créent l'Organisation de l'armée secrète (OAS), dans le but de s'opposer aux négociations entre le gouvernement français et le FLN. L'OAS déclenche une insurrection contre l'armée française qui la réprime sévèrement, ainsi que des attentats en métropole.
Le 18 mars 1962, les accords d'Évian reconnaissent le droit de l'Algérie à l'indépendance. Cette indépendance est avalisée par le référendum sur l'indépendance de l'Algérie du 1er juillet 1962. En France, une proposition de loi a instauré la date du 19 mars — proclamation bilatérale de cessez-le feu — comme « journée nationale du souvenir et du recueillement à la mémoire des victimes civiles et militaires de la guerre d'Algérie et des combats du Maroc et de Tunisie ». Elle a été adoptée par l'Assemblée nationale le 22 janvier 2002 puis par le Sénat le 8 novembre 2012.
Le 18 mars 1962 n'empêche cependant pas le massacre de milliers de harkis (musulmans ayant servi l'armée française en qualité de supplétifs) et de leurs familles ni l'exode des Pieds-noirs.
Finalement, même si environ 20% d'entre eux restent un temps en Algérie,, la grande majorité des Pieds-noirs quitte le nouveau pays, une partie d'entre eux estimant qu'ils ont été obligés de partir en raison du risque pour leur vie et celle de leurs enfants, ce qui « ne correspond que très partiellement à la réalité », selon l'historien Benjamin Stora.
La direction du FLN avait « pris soin, à plusieurs reprises, de s’adresser à eux afin de les rassurer ». L'un de ces appels aux « Européens d’Algérie » avait été lancé par le gouvernement provisoire algérien, de Tunis le 17 février 1960. Il déclarait « L’Algérie aux Algériens, à tous les Algériens, quelle que soit leur origine ». L'historien Guy Pervillé oppose de son côté « le discours public officiel du FLN sur l’égalité des droits offerte à tous les habitants de l’Algérie quelle que soit leur origine avec la réalité du nationalisme arabo-musulman qui s’est imposée en 1962 ». Guy Pervillé cite en particulier Daniel Lefeuvre, proche de lui sur ces questions, selon qui à l’été 1961, le Délégué général du gouvernement en Algérie, Jean Morin, avait « perdu ses illusions » car il constatait le « caractère xénophobe des manifestations musulmanes des 1er et 5 juillet 1961 » et signalait que les Français d’Algérie « ne croient plus en la parole du chef de l’État ».
Dans certains lieux cependant, le départ a été quasi général, comme en septembre 1962 à Ouled Fayet, où les deux mille Européens sont partis, sauf la famille Vialin. Parmi ceux qui sont restés, après le coup d'état du colonel Boumédienne en 1965, ils ont parfois dû composer avec l'évolution du régime, comme en 1966, lorsque la vente d’alcool est devenue interdite obligeant des commerçants-restaurateurs à fermer leur entrepôt de vin tout en pouvant continuer à servir du vin à leurs clients.

##### Guerres d'indépendance des colonies portugaises
Les colonies portugaises, l'Angola et le Mozambique, accèdent à l'indépendance au terme de guérillas interminables en 1974, après la révolution des Œillets qui renverse le régime salazariste, puis vote la reconnaissance du droit à l'autodétermination des colonies le 10 juillet 1974, entrainant le retrait du pouvoir colonial et transformant, le cas échéant, les guerres anticoloniales en guerres civiles.
Dans les deux cas, la guerre est le fait de mouvements anticoloniaux rivaux dont le plus fort, le Mouvement populaire de libération de l'Angola (MPLA), et la FRELINO, respectivement, conquièrent le pouvoir au moment de l'indépendance. En Guinée-Bissau, le mouvement dominant, le Parti africain pour l'indépendance de la Guinée et du Cap-Vert (PAIGC), a conquis dès 1973 la supériorité militaire sur ses rivaux et déclaré l'indépendance du pays. Il n'y a pas de résistance anticoloniale armée au Cap-Vert et à Sao Tomé-et-Principe qui ont donc obtenu leur indépendance à la suite du retrait, sans conflit, du pouvoir colonial portugais.

## Causes

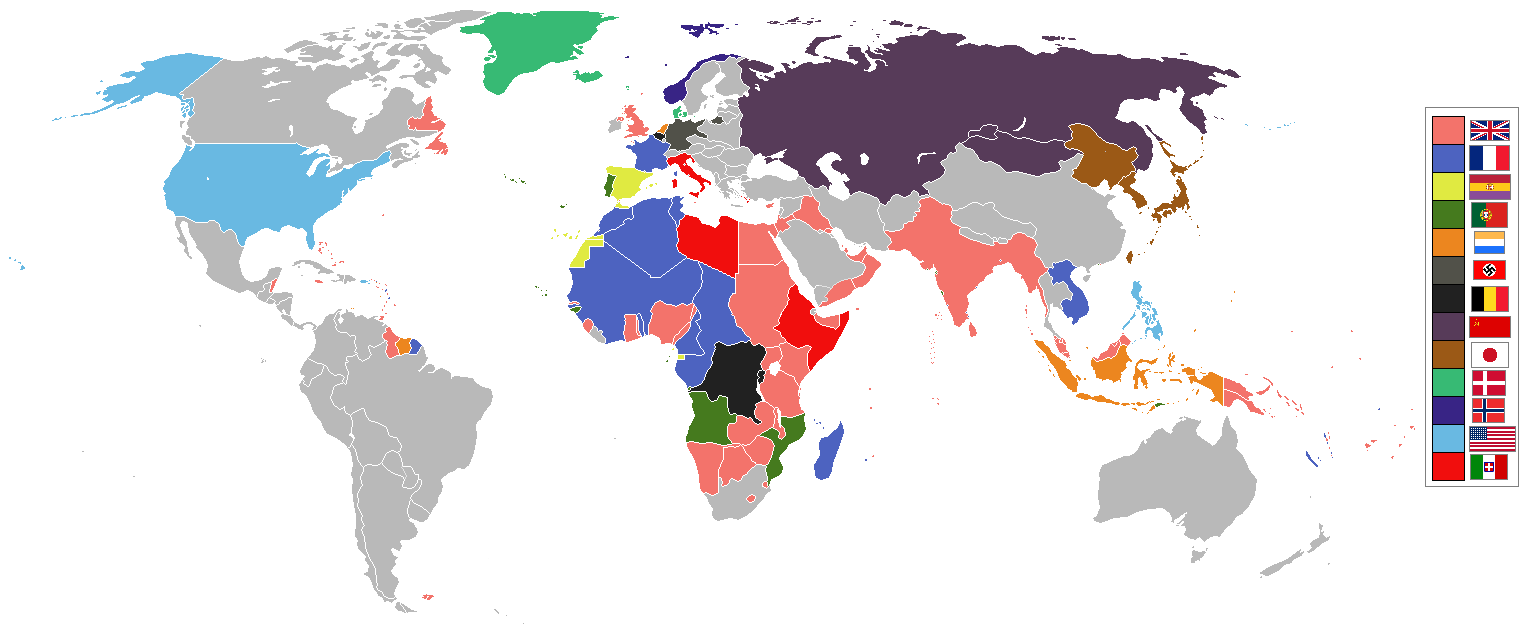
La situation des colonies dans le monde en 1936, trois ans avant la Seconde Guerre mondiale.

### Ébranlement des empires coloniaux après la Seconde Guerre mondiale
La Seconde Guerre mondiale entraîne une énorme perte de prestige pour les puissances coloniales : l'image de leur invincibilité est très atteinte, en raison des victoires allemandes puis japonaises. En outre, pendant la guerre, Britanniques et Français ont eu besoin des colonies et y ont puisé les ressources humaines pour vaincre les puissances de l'Axe. Ils ont multiplié les promesses d'émancipation, à commencer par celle de l'Inde britannique[réf. nécessaire].
Certes, en 1944 lors de la conférence de Brazzaville, la France préconise plutôt l'assimilation, sous la forme de l'accession par degrés des indigènes à la citoyenneté, plutôt que l'autonomie des colonies ou leur indépendance mais si l'on considère que cette conférence réunit essentiellement des gouverneurs des colonies, il faut admettre qu'elle est tout de même émancipatrice. En outre, il faut savoir que le CFLN et l'Assemblée consultative d'Alger, prêts à aller très loin pour défendre la souveraineté française, contre les Allemands et vis-à-vis des Américano-britanniques, ne se reconnaissent pas le droit de renoncer à la moindre parcelle du territoire français, remettant les décisions de cet ordre aux futures instances démocratiquement élues de la France après la Libération. Après 1945, l'opinion politique met d'ailleurs très longtemps à évoluer en France, malgré la guerre d'Indochine, la révolte de Madagascar et la guerre d'Algérie.

### Influence de chartes internationales

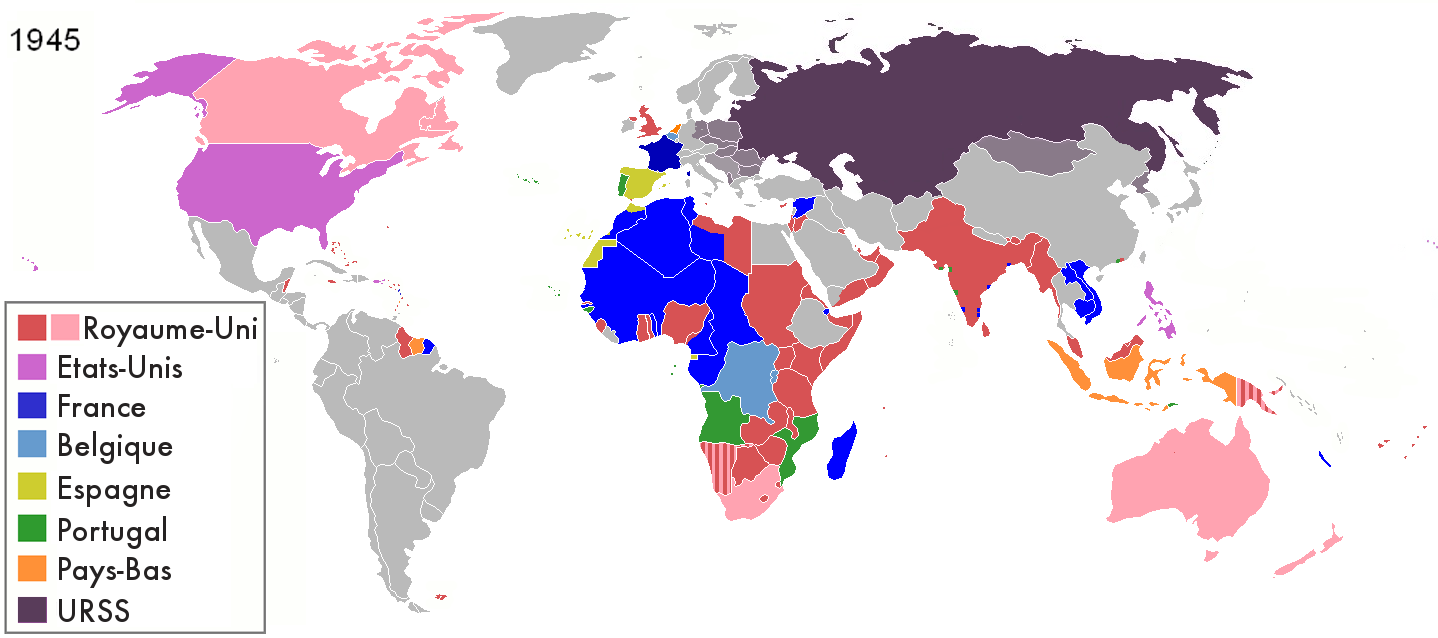
Situation des colonies en 1945, à la sortie de la Seconde Guerre mondiale.

L'opinion internationale est de plus en plus favorable à la décolonisation, sous l'influence de la Charte de l'Atlantique du 14 août 1941, par laquelle Roosevelt et Churchill reconnaissent le droit de tous les peuples à l'autodétermination, de l'Organisation des Nations unies (ONU) et de la Déclaration universelle des droits de l'homme.

### Évolutions des opinions et propagande
En France, dans l'entre-deux-guerres, l’opinion publique est dans l'ensemble indifférente à la question des colonies. Elle prend progressivement conscience du sujet sous l'influence de la propagande coloniale et de la propagande anticoloniale qui ne passionnent pas les foules. L'idée de vendre des colonies d’Amérique ou d'Asie pour restaurer les finances publiques est évoquée mais n'est pas mise en œuvre. Dans le même temps, la balance commerciale entre la France métropolitaine et ses colonies se détériorent, alors même que ses colonies ne représentent qu'une faible part (environ entre 10% et 15%) des échanges commerciaux de la France métropolitaine. La question semble toutefois devenir sensible lorsqu'il s'agit de donner ou rendre des colonies à l'Allemagne nazie juste avant la seconde guerre mondiale.
Le Royaume-Uni annonce pendant la guerre sa séparation d'avec l'Inde.
En 1945, la refonte de la constitution française requiert de repenser la notion d'empire colonial qui devient l'Union française, sous le quatrième république. Toutefois, dans l'immédiat après guerre, les Français restent largement ignorant de ces questions géographiques, institutionnelles, démographiques, historiques et économiques concernant les liens entre la France métropolitaine et ces territoires et populations. Ils ne comprennent pas non plus l'évolution en cours, quoique cela dépende de leur classe sociale (ou milieu social), de leur sexe (ou de leur genre), de leur âge, de leurs opinions politique, de leur ruralité, de leur niveau d'étude, de leurs affinités religieuses, etc. Ainsi, ils restent d’opinions partagées et fluctuantes sur ces sujets.
Les Églises qui avaient joué un rôle important dans l'œuvre de colonisation, tant par l'envoi de ses missionnaires, que par le déclenchement d'expéditions militaires pour les protéger lorsqu'ils étaient persécutés, ont commencé à renoncer à leurs positions colonialistes, pour prendre la défense des indigènes[réf. nécessaire]. Cela était déjà arrivé sporadiquement aux siècles précédents, notamment par les interventions de Las Casas ou des jésuites du Paraguay. Après la Seconde Guerre mondiale, cette orientation a tendu à se généraliser, en même temps que des prélats indigènes ont progressivement accédé aux fonctions de haut rang auparavant monopolisées par les Européens. Les intellectuels étaient encore en majorité favorables à la colonisation avant la Seconde Guerre mondiale. L'œuvre coloniale de la France apportant la civilisation aux peuples déshérités était l'un des thèmes incontournables des discours sur la colonisation et notamment Jules Ferry sous la Troisième République. À à la suite du choc produit par l'effondrement de la France et du Royaume-Uni en 1940, le point de vue des indigènes a été moins méconnu par les intellectuels. Ceux-ci se sont dès lors montrés de plus en plus réservés ou carrément[pas clair] hostiles, parallèlement au développement des idéologies socialistes dans les métropoles, surtout après la Seconde Guerre mondiale.

### Force exemplaire de chaque nouvelle indépendance sur les colonisés
L'accession à l'indépendance de toute une série de nouveaux pays encourage les mouvements politiques anti-colonialistes dans tous les pays d'outremer non encore indépendants : en 1946 les Philippines, en 1947 l'Inde et le Pakistan, en 1948 la Birmanie et Ceylan. C'est particulièrement l'accession à l'indépendance de l'Empire des Indes, promise en pleine guerre par le Royaume-Uni, qui impressionne les opinions des pays encore colonisés ou colonisateurs. L'Inde britannique, connue par les romans de Rudyard Kipling et par de nombreux films ainsi que par sa surface imposante sur les cartes des manuels scolaires, est imaginée comme un pilier de la colonisation. Si le Royaume-Uni victorieux qui domine les mers l'abandonne, comment imaginer que les colonies des autres pays puissent être conservées ?
La division de cet Empire en deux états séparés — l'Union indienne dont la population est en majorité de religion brahmaniste et le Pakistan peuplé principalement de musulmans — qui ont accédé séparément à l'indépendance démontre que la décolonisation n'a pas que des avantages ; elle se traduit en effet par de terribles massacres, des exodes massifs en ayant laissé subsister de terribles tensions et de nombreux problèmes non résolus. Les massacres semblent éloignés et seule subsiste l'image colossale des nouveaux états indépendants.
Les mouvements coloniaux militent, les uns pour l'indépendance (Parti du peuple algérien (PPA) de Messali Hadj en Algérie, Việt Minh et Daï-Viet en Indochine), les autres pour l'autonomie (Union démocratique du manifeste algérien (UDMA) de Ferhat Abbas en Algérie, Rassemblement démocratique africain (RDA) de Félix Houphouët-Boigny en Afrique noire française). C'est souvent en accédant à la conscience politique et en retournant contre les pays colonisateurs leurs propres valeurs que ces mouvements vont développer de la sympathie pour leur action dans les opinions métropolitaines.

### Coût des empires coloniaux
Fin 1949, un sondage de l'Institut national de la statistique et des études économiques (INSEE) sur 3 000 personnes de 200 communes indique que 31% des Français croient que les territoires d'outre-mer coûtent de l’argent au contribuable de France, 35 % ne le croient pas et 34 % s'abstiennent, montrant ainsi une forme d'incertitude sur cette question complexe.
La prise de conscience du coût élevé pour l'économie des empires coloniaux européens, qui sera appelé plus tard complexe hollandais, a beaucoup pesé sur les puissances coloniales[réf. nécessaire]. En effet, à la suite de la perte de l'Indonésie, les Pays-Bas connaissent un réinvestissement des capitaux coloniaux dans leur économie ainsi que le redéploiement des dépenses publiques sur la métropole néerlandaise. Dès le milieu des années 1950 il apparaît que la perte de l'Indonésie, loin d'être une catastrophe pour l'économie néerlandaise, est au contraire favorable.
En France, Raymond Cartier, journaliste à Paris Match, à la fin des années 1950, estimait que les colonies coûtent trop cher et qu'il valait mieux « financer la Corrèze avant le Zambèze ». Il écrivit aussi dans Paris Match le 18 août 1956 : « Le colonialisme a toujours été une charge en même temps qu'un profit, souvent une charge plus qu'un profit. Dans les conditions et sous les servitudes politiques actuelles, c'est plus vrai que jamais ». Déjà, en 1898, Gustave de Molinari s'était interrogé sur l'utilité et du poids économique des colonies françaises.
En 1956, François Bloch-Lainé, ancien directeur du Trésor et président de la Caisse centrale de la France d'outre-mer avait publié dans « la zone franc », ouvrage paru au Presses Universitaires de France, l'analyse suivante : le système du « pacte colonial », s'était quasiment renversé au bénéfice des pays d'outre-mer. Les importations étaient en effet compensées par des transferts de capitaux, majoritairement publics et en provenance de la Métropole. Ainsi les crédits offerts de 1945 à 1962 soit 32,5 milliards de francs-or, représentèrent près de 10 % des recettes budgétaires annuelles de la France, ressources qui n'étaient donc pas allouées à la reconstruction du pays.
À titre d'exemple, de 1952 à 1962, l'Algérie qui représentait 20 % des exportations de la métropole soit 3 350 milliards d'anciens francs avait reçu en parallèle 3 528 milliards de la part de la Métropole. Enfin, les matières premières coloniales étaient achetées au-dessus des prix mondiaux comme pour le vin issue d'Algérie avec un surprix de plus 25 %. Si cela permettait aux industries traditionnelles de la Métropole d'écouler des produits à faible valeur ajoutée sur les marchés protégés des colonies, en retour et en revanche, cela affaiblissait la compétitivité globale de l'économie française et retardait sa modernisation.
De Gaulle dit également de la décolonisation : « C'est un fait : la décolonisation est notre intérêt et, par conséquent, notre politique ». Globalement, on note par exemple que la France dépense dans ses colonies, entre 1945 et 1960, deux fois le montant reçu des États-Unis au titre du plan Marshall. En 1984, Jacques Marseille évaluait le déficit commercial de la France au profit de ses colonies de 1900 à 1971 à trois fois le montant des aides américaines à la France de 1945 à 1955.
La thèse du pillage colonial est contestée et il est notable que le développement récent du capitalisme exige au contraire un abandon des colonies, un divorce à l’amiable entre les deux parties. Si l'un des divorcés, la métropole, en profite largement le cas du second est plus nuancé[réf. nécessaire].

### Question raciale et question économique, le cas français
- Si vous ne connaissez pas le sujet, laissez ce bandeau (vous pouvez alors contacter les auteurs).
- Si vous supprimez le contenu mis en cause (vous pouvez préalablement contacter les auteurs),

argumentez précisément cette suppression dans la page de discussion
(un manque de référence n'est pas un argument ; une recherche réelle de référence doit avoir été effectuée, être formellement documentée).
Jacques Soustelle, nommé gouverneur général de l'Algérie en janvier 1955 sous le ministère Pierre Mendès France, pense qu'il faut transformer progressivement les Algériens en Français à part entière, allant même jusqu'à proposer la fusion des économies algériennes et françaises, en considérant l'Algérie comme la Bretagne ou la Lorraine et ses habitants comme des métropolitains. Soustelle appelle cette doctrine l'intégration. Ethnologue de réputation internationale, Soustelle s'est lié à de Gaulle à l'époque de la France libre. Demeuré gaulliste après la guerre — Soustelle est chargé par de Gaulle de créer le RPF en 1947, dont il est le premier secrétaire général — il est aussi l'ami de Claude Lévi-Strauss. Ce dernier écrit en 1955 : « Si, pourtant, une France de quarante-huit millions d’habitants s’ouvrait largement sur la base de l’égalité des droits, pour admettre vingt-cinq millions de citoyens musulmans, même en grande proportion illettrés, elle n’entreprendrait pas une démarche plus audacieuse que celle à quoi l’Amérique dut de ne pas rester une petite province du monde anglo-saxon. Quand les citoyens de la Nouvelle-Angleterre décidèrent il y a un siècle d’autoriser l’immigration provenant des régions les plus arriérées de l’Europe et des couches sociales les plus déshéritées et de se laisser submerger par cette vague ils firent et gagnèrent un pari dont l’enjeu était aussi grave que celui que nous nous refusons de risquer. Le pourrions-nous jamais ? En s’ajoutant, deux forces régressives voient-elles leur direction s’inverser ? Nous sauverions-nous nous-mêmes ou plutôt ne consacrerions-nous pas notre perte si, renforçant notre erreur de celle qui lui est symétrique, nous nous résignions à étriquer le patrimoine de l’Ancien Monde à ces dix ou quinze siècles d’appauvrissement spirituel dont sa moitié occidentale a été le théâtre et l’agent ? Ici, à Taxila, dans ces monastères bouddhistes que l’influence grecque a fait bourgeonner de statues, je suis confronté à cette chance fugitive qu’eut notre Ancien Monde de rester un ; la scission n’est pas encore accomplie. Un autre destin est possible ».
C'est en prétendant faire siennes les propositions de Jacques Soustelle mais aussi de Claude Lévi-Strauss, que le général De Gaulle revient aux affaires en mai 1958, profitant du soulèvement de l'Armée en Algérie. À Alger, le 4 juin 1958, de Gaulle déclare à la foule : « Je vous ai compris ! Je sais ce qui s'est passé ici. Je vois ce que vous avez voulu faire. Je vois que la route que vous avez ouverte en Algérie, c'est celle de la rénovation et de la fraternité. Je dis la rénovation à tous égards. Mais très justement vous avez voulu que celle-ci commence par le commencement, c'est-à-dire par nos institutions, et c'est pourquoi me voilà. Et je dis la fraternité parce que vous offrez ce spectacle magnifique d'hommes qui, d'un bout à l'autre, quelles que soient leurs communautés, communient dans la même ardeur et se tiennent par la main. Eh bien ! De tout cela, je prends acte au nom de la France et je déclare qu'à partir d'aujourd'hui, la France considère que, dans toute l'Algérie, il n'y a qu'une seule catégorie d'habitants : il n'y a que des Français à part entière, des Français à part entière, avec les mêmes droits et les mêmes devoirs ». À sa gauche, au balcon où le général de Gaulle prononce ce discours révolutionnaire, se tient Jacques Soustelle.
Le surlendemain, le 6 juin 1958, à Mostaganem, le général proclame devant une foule majoritairement arabo-berbère : « La France entière, le monde entier, sont témoins de la preuve que Mostaganem apporte aujourd'hui que tous les Français d'Algérie sont les mêmes Français. Dix millions d'entre eux sont pareils, avec les mêmes droits et les mêmes devoirs. Il n'y a plus ici, je le proclame en son nom et je vous en donne ma parole, que des Français à part entière, des compatriotes, des concitoyens, des frères qui marchent désormais dans la vie en se tenant par la main ».
Ce projet égalitariste que le général de Gaulle s'affirme décidé à accomplir en Algérie, il laisse entendre vouloir l'accomplir également en Afrique noire. En effet, lors du discours de Mostaganem du 6 juin 1958, de Gaulle déclare : « Il est parti de cette terre magnifique d'Algérie un mouvement exemplaire de rénovation et de fraternité. Il s'est élevé de cette terre éprouvée et meurtrie un souffle admirable qui, par-dessus la mer, est venu passer sur la France entière pour lui rappeler quelle était sa vocation ici et ailleurs ».
Cependant le général de Gaulle est en réalité opposé à ce programme dont il pense qu'il ne s'agit que d'une utopie universaliste : « Qu'on ne se raconte pas d'histoires ! Ceux qui prônent l'intégration ont une cervelle de colibri, même s'ils sont très savants ». Étant revenu au pouvoir grâce à l'Armée sur ce programme de l'intégration, au nom duquel il a renversé la IVe République, de Gaulle ne peut pas avouer ses convictions : « Vous croyez que je pouvais faire du jour au lendemain ce que je voulais ? Il fallait faire évoluer peu à peu les esprits. Où en était l’armée ? Où en était mon gouvernement ? Où en était mon Premier ministre ? ». Quelques années plus tard, le général de Gaulle explique au général Koenig : « Évidemment, lorsque la monarchie ou l'empire réunissait à la France l'Alsace, la Lorraine, la Franche-Comté, le Roussillon, la Savoie, le pays de Gex ou le Comté de Nice, on restait entre Blancs, entre Européens, entre chrétiens. Si vous allez dans un douar, vous rencontrerez tout juste un ancien sergent de tirailleurs, parlant mal le français ».
Dans le même esprit, au cours d’un entretien accordé à Pierre Laffont, député d'Oran, directeur du journal L'Écho d’Oran, le 25 novembre 1960, De Gaulle très en colère déclare « Enfin, Laffont, ne me dites pas que des hommes comme vous aient pu croire à un moment quelconque que j'étais favorable à l'intégration. Je n'ai jamais prononcé ce mot. Pourquoi ? Parce que je n'y ai jamais cru. On a dit récemment que l'Algérie était la plus française des provinces de France. Plus française que Nice et la Savoie. C'est inepte. Nice et la Savoie sont peuplées de chrétiens, parlent le français, ne se sont pas, à cinq reprises, soulevées contre la France. De tels propos ne peuvent que nous ridiculiser. En réalité, il y a en Algérie une population dont tout nous sépare : l'origine ethnique, la religion, le mode de vie ».
De Gaulle veut la décolonisation en raison de l'impossibilité pour la France, selon lui, de pouvoir assimiler les populations des colonies. Dans ses confidences à Alain Peyrefitte, il est très clair à ce sujet: « C'est très bien qu'il y ait des Français jaunes, des Français noirs, des Français bruns. Ils montrent que la France est ouverte à toutes les races et qu'elle a une vocation universelle. Mais à condition qu'ils restent une petite minorité. Sinon, la France ne serait plus la France.
Nous sommes quand même avant tout un peuple européen de race blanche, de culture grecque et latine et de religion chrétienne. Vous croyez que le corps français peut absorber dix millions de musulmans, qui demain, seront vingt millions et après-demain quarante ? Si nous faisions de l'intégration, si les Arabes et Berbères d'Algérie étaient considérés comme Français, comment les empêcherait-on de venir s'installer en métropole, alors que le niveau de vie y est tellement plus élevé ? Mon village ne s'appellerait plus Colombey-les-Deux-Églises, mais Colombey-les-Deux-Mosquées. Vous les avez regardés, avec leurs turbans et leurs djellabas ? Vous voyez bien que ce ne sont pas des Français ! Essayez d’intégrer de l'huile et du vinaigre, agitez la bouteille, au bout d’un moment, ils se sépareront à nouveau. Les Arabes sont des Arabes, les Français sont des Français. Avez-vous songé que les Arabes se multiplieront par cinq puis par dix, pendant que la population française restera presque stationnaire ? Il y aurait deux cents, puis quatre cents députés arabes à Paris ? Vous voyez un président arabe à l’Élysée ? »
Une des raisons qui conduisent à la décolonisation est le refus du général de Gaulle, mais aussi de la majorité de la classe politique métropolitaine, d'accorder l'égalité politique aux populations d'outre-mer. En revanche, tous les sondages de l'époque indiquent que l'opinion métropolitaine est favorable à leur octroyer la citoyenneté française. D'ailleurs, lors du référendum de novembre 1958, les Français approuvent la nouvelle Constitution, qui dispose que tous les Algériens sont désormais des Français à part entière. À ce titre, 46 députés arabo-berbères prennent place à l'Assemblée nationale, à Paris.
Les convictions du général de Gaulle sur l'incompatibilité des Français et des Africains le conduisent à opter également pour la séparation de la métropole et des territoires d'Afrique subsaharienne. En octobre 1958, la communauté française étant nouvellement créée, le Conseil de gouvernement du Gabon, s'appuyant sur l'article 76 de la Constitution, demande à devenir un département français. Léon Mba, président du Gabon, charge Louis Sanmarco de présenter la demande auprès du gouvernement métropolitain. Reçu à Paris par le ministre de l'Outre-mer, Bernard Cornut-Gentille, Louis Sanmarco reçoit cette réponse sans ambiguïté : « Sanmarco, vous êtes tombé sur la tête ? N’avons-nous pas assez des Antilles ? Allez, indépendance comme tout le monde ! » La réponse du ministre Cornut-Gentille reflète la pensée du général de Gaulle, qui explique plus tard à Peyrefitte : « Nous ne pouvons pas tenir à bout de bras cette population prolifique comme des lapins. Nos comptoirs, nos escales, nos petits territoires d’outre-mer, ça va, ce sont des poussières. Le reste est trop lourd ». Le général de Gaulle s'explique en ces termes sur l'« affaire gabonaise » : « Au Gabon, Léon M'Ba voulait opter pour le statut de département français. En pleine Afrique équatoriale ! Ils nous seraient restés attachés comme des pierres au cou d'un nageur ! Nous avons eu toutes les peines du monde à les dissuader de choisir ce statut ». Le général de Gaulle explique également à Alain Peyrefitte : « Vous croyez que je ne le sais pas, que la décolonisation est désastreuse pour l'Afrique ? […] Qu'ils vont connaître à nouveau les guerres tribales, la sorcellerie, l'anthropophagie ? […] Que quinze ou vingt ans de tutelle de plus nous auraient permis de moderniser leur agriculture, de les doter d'infrastructures, d'éradiquer complètement la lèpre, la maladie du sommeil, etc. C'est vrai que cette indépendance était prématurée mais que voulez-vous que j'y fasse ? Et puis (il baisse la voix), vous savez, c'était pour nous une chance à saisir : nous débarrasser de ce fardeau, beaucoup trop lourd maintenant pour nos épaules, à mesure que les peuples ont de plus en plus soif d'égalité. Nous avons échappé au pire ! Heureusement que la plupart de nos Africains ont bien voulu prendre paisiblement le chemin de l'autonomie, puis de l'indépendance ». L'essayiste Alexandre Gerbi montre comment le général de Gaulle accule les dirigeants africains à l'indépendance notamment Félix Houphouët-Boigny, pourtant ardent défenseur de l'unité franco-africaine dans un cadre fédéral et Léon Mba, pourtant grand partisan de la départementalisation du Gabon.
Selon Gerbi, si la décolonisation franco-africaine vise à perpétuer le colonialisme, c'est-à-dire l'exploitation économique des territoires français d'Afrique, que la démocratie réelle aurait entravée, son objectif secret mais fondamental est d'empêcher le métissage de la France que l'égalité politique entre métropolitains et ultramarins aurait entraîné ; l'indépendance est imposée à l'Afrique par la métropole pour des raisons certes financières, mais aussi et avant tout de civilisation ou raciales. Pour y parvenir, le général de Gaulle et son gouvernement, avec la complicité de la majorité de la classe politique métropolitaine, violent la Constitution, en la modifiant selon des voies anticonstitutionnelles, par le biais de la loi 60-525.
La loi 60-525 est votée en mai-juin 1960, passant outre un avis défavorable du Conseil d'État et malgré la démission de Vincent Auriol — ancien président de la République — du Conseil constitutionnel. La Loi 60-525 supprime l'obligation d'organiser un référendum pour qu'un État africain de la Communauté française accède à l'indépendance, contrairement à ce que prévoit jusque-là la Constitution. Très concrètement, cette loi permet, dès le mois suivant sa promulgation, que les États africains de la Communauté française accèdent à l'indépendance sans faire de référendum, c'est-à-dire sans que leurs populations soient consultées et puissent par conséquent, par leurs voix, entraver le processus de l'indépendance.
En mai 2025, Andry Rajoelina a réaffirmé l'intention de se rendre lui-même sur les Îles Éparses de l'océan Indien, îles française bordant les eaux malgaches, tout en privilégiant la voie du débat pour résoudre ce contentieux de plusieurs décennies, après l'époque impériale européenne, en Afrique.